# Дубровка (приток Мошни)
Дубровка — река в России, протекает по Крестецкому району Новгородской области. Устье реки находится в 33 км по левому берегу реки Мошня. Длина реки составляет 21 км.

## Данные водного реестра
По данным государственного водного реестра России, относится к Балтийскому бассейновому округу, водохозяйственный участок реки — Мста без р. Шлина от истока до Вышневолоцкого, речной подбассейн реки — Волхов. Относится к речному бассейну реки Нева (включая бассейны рек Онежского и Ладожского озера).
Код объекта в государственном водном реестре — 01040200212102000021497.